# Catharina Seiler-Cathrein
Catharina Seiler-Cathrein (Brig, 12 maart 1834 - Zermatt, 12 september 1895) was een Zwitserse onderneemster en hotelierster uit het kanton Wallis.

## Biografie
Catharina Seiler-Cathrein was een dochter van Andreas Cathrein, een ijzerhandel die ook prefect van Brig was, en van Katharina Venetz. Ze was een zus van Viktor Cathrein en van Emil Cathrein, huwde in 1857 met Alexander Seiler en was moeder van 16 kinderen. Ze hield de rekeningen en correspondentie bij van de bloeiende hotelonderneming van haar echtgenoot in Zermatt. Na zijn overlijden in 1891 nam ze de leiding over de hotelonderneming over en baatte ze het samen uit met haar zonen Joseph Seiler en Alexander Seiler, die later zou zetelen in de Nationale Raad. Zij zouden de hotelonderneming overnemen na haar dood in 1895. In 1892 ijverde ze voor de aanleg van elektronische verlichting in Zermatt vanuit de centrale van Triftbach. Als pionier voor het toerisme zette ze zich ook in in de sociale kwestie en richtte ze in Brig een liefdadigheidsinstelling Sint-Elisabeth op.